# Ministerio del Trabajo (Colombia)
El Ministerio del Trabajo de Colombia (Mintrabajo o MT) hace parte de las carteras ministeriales del poder ejecutivo de Colombia. Como cabeza del sector administrativo del trabajo y para desarrollar, su principal objetivo es la formulación y adopción de las políticas, planes generales, proyectos y programas en materia de trabajo a nivel nacional.

## Historia
El Ministerio del Trabajo fue creado en 1938 mediante la Ley de ese año, el cual se denominó Ministerio del Trabajo, Higiene y Previsión Social;sin embargo solo 40 años después se revisó a fondo su organización interna y competencias convirtiendo a la cartera en Ministerio de Trabajo y Previsión Social, luego durante la década de los ochenta la estructura prácticamente no se modificó sino en una forma parcial, como cuando se organizó como departamento administrativo la antigua superintendencia de cooperativas en 1981.
La estructura del sector administrativo del trabajo y seguridad social se mantuvo simplificada y sufrió pocas modificaciones entre 1940, finales de los años 70 y en el transcurso de los años 80 se diversifican sus organismos adscritos; después en 1992 se reformulan los propósitos y orientación de la gran mayoría de sus organismos adscritos y vinculados. Debido a los grandes cambios de concepción y énfasis de al intervención del Estado y el nuevo marco de la políticas públicas sectoriales.
Posteriormente en el primer mandato de Álvaro Uribe Vélez (2002-2006) mediante facultades extraordinarias por parte del Congreso de la República de Colombia para renovar la administración pública, decide fusionar el Ministerio del Trabajo junto con el Ministerio de Salud dando paso al Ministerio de la Protección Social.
En el año 2011 el Congreso de la República otorga facultades extraordinarias para modificar la estructura de la administración pública al presidente de la República Juan Manuel Santos Calderón, quien mediante la Ley 1444 de 2011 decide escindir y reorganizar el Ministerio de la Protección Social, dando paso nuevamente a un Ministerio del Trabajo y un Ministerio de Salud y la Protección Social.
El presidente Juan Manuel Santos Calderón establece una modificación a los objetivos del Ministerio del Trabajo e integra el Sector Administrativo del Trabajo. Es así como para el 2012 el Ministerio del Trabajo es el octavo ministerio (en orden de precedencia) de los 16 ministerios que existen actualmente en Colombia

## Misión y Visión
Formular, adoptar y orientar la política pública en materia laboral que contribuya a mejorar la calidad de vida de los colombianos, para garantizar el derecho al trabajo decente, mediante la identificación e implementación de estrategias de generación y formalización del empleo; respeto a los derechos fundamentales del trabajo y la promoción del diálogo social y el aseguramiento para la vejez.
Para 2020, ser reconocidos como el Ministerio que promueve la protección, vinculación, formalización y el acceso al trabajo de los colombianos en las diferentes etapas de su ciclo de vida laboral, en el marco del trabajo decente; gestionando la consolidación del Sistema de Protección para la vejez y la articulación intersectorial.

## Objetivos y Funciones del Sector
Los objetivos y funciones del Ministerio son, la formulación y adopción de las políticas, planes generales, programas y proyectos para el trabajo, el respeto por los derechos fundamentales, las garantías de los trabajadores, el fortalecimiento, promoción y protección de las actividades de la economía solidaria y el trabajo decente, a través un sistema efectivo de vigilancia, información, registro, inspección y control; así como del entendimiento y diálogo social para el buen desarrollo de las relaciones laborales. El Ministerio del Trabajo fomenta políticas y estrategias para la generación de empleo estable, la formalización laboral, la protección a los desempleados, la formación de los trabajadores, la movilidad laboral, las pensiones y otras prestaciones.

## Funciones del Ministerio del Trabajo.
Las funciones del ministerio del trabajo se establecen en la constitución política de Colombia de 1991 y en las consagradas en el art 59 de la Ley 489 de 1998, por la cual se dictan las normas sobre la organización y funcionamiento de las entidades del nivel nacional al indicar como debe ser el actuar de los ministerios y departamentos administrativos del Estado Colombiano; es por medio de estas legislaciones y del decreto 4108 de 2011, que se disponen sus funciones.

## Entidades adscritas y vinculadas
Están adscritas al Ministerio del Trabajo las siguientes entidades:
- Servicio Nacional de Aprendizaje, (SENA).
- Unidad Administrativa Especial de Organizaciones Solidarias, (UAEOS).[11]
- Superintendencia de Subsidio Familiar, (Supersubsidio).
- Administradora Colombiana de Pensiones, (Colpensiones)[12]
- Servicio de Empleo.

## Normatividad
- Ley 1444 de 2011: por la cual se integra el Ministerio de la Protección social y se reorganiza para ser el Ministerio del Trabajo[13]
- Decreto 4108 de 2011: Por el cual se modifican los objetivos y la estructura del Ministerio del Trabajo y se integra el Sector Administrativo del Trabajo.[14]

## Ministros desde 2011
| Gobierno        | Fotografía             | Titular                  | Período                 | Período              | Partido           | Ref.   |
| Gobierno        | Fotografía             | Titular                  | Inicio                  | Fin                  | Partido           | Ref.   |
| --------------- | ---------------------- | ------------------------ | ----------------------- | -------------------- | ----------------- | ------ |
| Gobierno Santos |                        | Rafael Pardo             | 10 de noviembre de 2011 | 14 de junio de 2014  | Partido Liberal   | [ 15 ] |
| Gobierno Santos |                        | José Noé Ríos            | 16 de junio de 2014     | 10 de agosto de 2014 | Partido Liberal   | [ 16 ] |
| Gobierno Santos |                        | Luis Eduardo Garzón      | 19 de agosto de 2014    | 23 de abril de 2016  | Alianza Verde     | [ 17 ] |
| Gobierno Santos |                        | Clara López Obregón      | 4 de mayo de 2016       | 5 de mayo de 2017    | Polo Democrático  | [ 18 ] |
| Gobierno Santos |                        | Griselda Janeth Restrepo | 9 de mayo de 2017       | 7 de agosto de 2018  | Partido Liberal   | [ 19 ] |
| Gobierno Duque  |                        |                          |                         |                      |                   |        |
|                 | Alicia Victoria Arango | 7 de agosto de 2018      | 14 de febrero de 2020   | Centro Democrático   | [ 20 ]            |        |
|                 | Ángel Custodio Cabrera | 27 de febrero del 2020   | 7 de agosto de 2022     | Partido de la U      | [ 21 ]            |        |
| Gobierno Petro  |                        | Gloria Inés Ramírez      | 11 de agosto de 2022    | 9 de febrero de 2025 | Partido Comunista | [ 22 ] |
| Gobierno Petro  |                        | Antonio Eresmid Sanguino | 18 de febrero de 2025   | En el cargo          | Alianza Verde     | [ 23 ] |